# Tormenta tropical Cindy (2017)
La tormenta tropical Cindy fue el primer ciclón tropical que tocó tierra en Louisiana desde el huracán Isaac en 2012. La tercera tormenta nombrada de la temporada de huracanes del Atlántico de 2017, Cindy se formó a partir de una amplia área de baja presión que se desarrolló en el noroeste del mar Caribe cerca de la península de Yucatán a mediados de junio de 2017. El disturbio se organizó gradualmente a medida que se dirigía hacia el norte en el Golfo de México, y fue designado por primera vez como un ciclón tropical potencial por el Centro Nacional de Huracanes el 19 de junio, antes de organizarse en una tormenta tropical al día siguiente. Mientras se movía lentamente hacia el noroeste, la intensificación de Cindy fue lenta debido a los efectos del aire seco y la cizalladura del viento de moderada a fuerte. Después de alcanzar un pico con vientos sostenidos de 60 mph (95 km/h) el 21 de junio, Cindy se debilitó ligeramente antes de tocar tierra en el suroeste de Luisiana el 22 de junio. La tormenta se debilitó rápidamente después de moverse hacia el interior y degeneró en un remanente bajo el 23 de junio sobre el Atlántico medio al día siguiente.
Al llegar a tierra en Louisiana, la tormenta generó un pico de tormenta de 4,1 pies (1,2 m) y mareas de hasta 6,38 pies (1,94 m) por encima de lo normal en Vermilion Parish. Sin embargo, las inundaciones costeras consistieron principalmente en inundaciones de carreteras, mientras que se produjo cierta erosión en las playas. Debido a la naturaleza débil de Cindy, solo unos pocos lugares observaron vientos sostenidos de fuerza de tormenta tropical. En consecuencia, el daño del viento fue generalmente menor. Debido a que el ciclón tenía una estructura asimétrica, se observaron fuertes lluvias en el sureste de Misisipi, el suroeste de Alabama y el lejano oeste de Florida Panhandle, mientras que las menores cantidades de precipitación cayeron sobre Louisiana y Texas. La tormenta y sus restos generaron 18 tornados en todo el este de los Estados Unidos, lo que causó daños por más de $ 1.1 millones (2017 USD). En general, los daños de Cindy totalizaron menos de $ 25 millones. Se atribuyeron dos muertes al ciclón, una directa y otra indirecta.

## Historia meteorológica

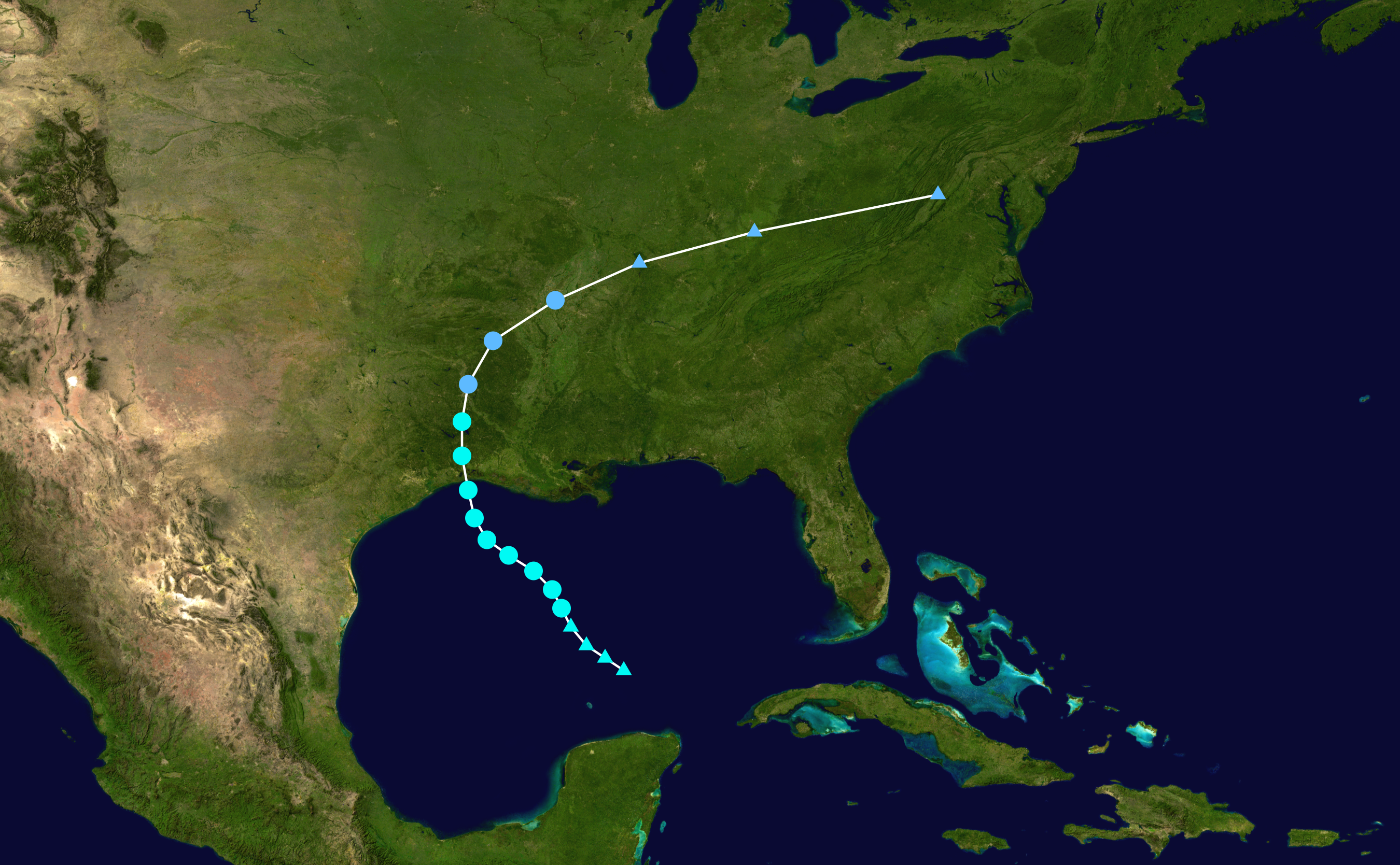
Mapa que traza la trayectoria y la intensidad de la tormenta, de acuerdo con la escala de huracanes de Saffir-Simpson

En la segunda semana de junio, un gran giro ciclónico se desarrolló en el Mar Caribe occidental durante una fase positiva de la oscilación de Madden y Julian. La convección se vio favorecida por dos ondas tropicales: la primera emergió hacia el Océano Atlántico desde la costa oeste de África el 4 de junio y alcanzó el giro entre 14 y 15 de junio. Tan pronto como el 13 de junio, el Centro Nacional de Huracanes (NHC) anticipó que se desarrollaría un área amplia de baja presión en el Mar Caribe noroccidental, que tenía el potencial de ciclogénesis tropical. La segunda onda tropical comenzó a interactuar con el giro el 17 de junio. dando como resultado el desarrollo de un área amplia de baja presión más tarde ese día. El sistema se movió de noroeste a noroeste sobre la península oriental de Yucatán el 18 de junio, acompañado por vientos con fuerza de vendaval en su periferia oriental, pero sin una circulación bien definida. Al día siguiente, los bajos se mudaron al Golfo de México con una gran área de convección desorganizada. A las 21:00 UTC del 19 de junio, el Centro Nacional de Huracanes comenzó a emitir avisos sobre el posible ciclón tropical tres, debido a la amenaza del sistema a lo largo de la costa del Golfo de Estados Unidos. En ese momento, el sistema tenía múltiples circulaciones y ningún centro distinto. A principios del 20 de junio, los cazadores de huracanes observaron que varios centros convergían en una sola circulación a unos 325 mi (525 km) al sur de Louisiana. El sistema se trasladó al noroeste y al noroeste alrededor de una gran cresta sobre el sureste de los Estados Unidos.. Con estas observaciones, la perturbación fue designada como tormenta tropical Cindy, que se desarrolló a las 18:00 UTC del 20 de junio a unas 240 millas (390 km) al sur-suroeste de la desembocadura del río Misisipi, según la mayor organización del centro.

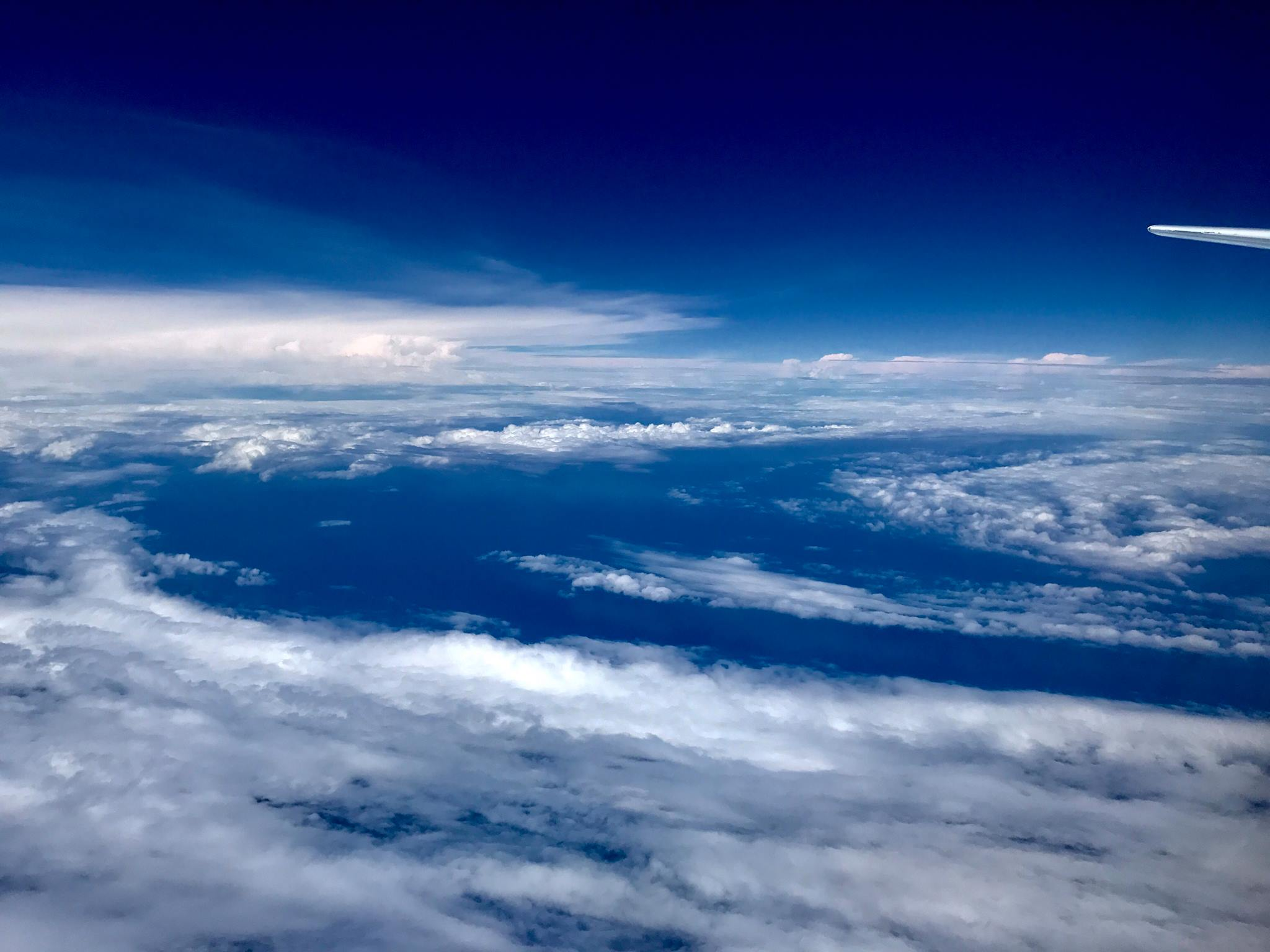
Cindy vista desde Douglas DC-8 durante un vuelo científico el 21 de junio de 2017.

Cindy tuvo sus vientos más fuertes al noreste y al noroeste del centro en el área primaria de convección. Las tormentas eléctricas estaban muy al norte de la circulación debido a la fuerte cizalladura del viento y el aire seco de nivel medio. A comienzos del 21 de junio, a pesar de la aparición irregular del satélite, las observaciones de los cazadores de huracanes y los barcos indicaron que la tormenta se intensificó para alcanzar vientos máximos sostenidos de 60 mph (95 km/h) a las 00:00 UTC. La amplia estructura de Cindy y las condiciones relativamente desfavorables evitaron un mayor fortalecimiento. Alrededor de ese tiempo, el ciclón comenzó a moverse de norte a noroeste. A las 09:00 UTC del 21 de junio, el Centro Nacional de Huracanes observó que Cindy "no parece un ciclón tropical" y se parece más a un ciclón subtropical, con una gran circulación y la mayor parte de la convección desplazada hacia el este. La presión tocó fondo alrededor de 991 milibares (29.3 inHg) a principios del 22 de junio, a pesar de su apariencia atípica en el satélite; lo único que lo mantenía con características tropicales era una ráfaga de convección que se produjo cerca del centro que envolvía el cuadrante suroeste de la tormenta. Alrededor de las 07:00 UTC de ese día, Cindy tocó tierra en el extremo suroeste de Louisiana, al este de Sabine Pass, con vientos de 50 mph (85 km/h), lo que convirtió a Cindy en la primera tormenta nombrada que golpeó al estado desde el huracán Isaac en 2012. Un rápido debilitamiento se produjo una vez que se movió tierra adentro, y se debilitó a una depresión poco después. A las 21:00 UTC, el Centro Nacional de Huracanes emitió su último aviso sobre Cindy y anunció que el Centro de Predicción del Clima (WPC) emitirá más avisos. Cindy continuó perdiendo sus características tropicales a medida que se debilitaba gradualmente hacia el interior, y se trasladó a un remanente bajo sobre Kentucky occidental a las 18:00 UTC del 23 de junio. El remanente se movió de este a noreste a través de la región de los Apalaches y se disipó sobre los estados del Atlántico Medio al día siguiente.